# Fakulta chemické technologie Vysoké školy chemicko-technologické v Praze
Fakulta chemické technologie (FCHT) je nejstarší součástí Vysoké školy chemicko-technologické v Praze (VŠCHT) a dodnes je to její početně největší fakulta, umístěná převážně v budově A VŠCHT. Zaměřuje se na studium chemie v bakalářském, magisterském studiu a doktorském studiu v chemických oborech a specializacích zaměřených na organickou, anorganickou chemii, chemii solidů, organickou a anorganickou technologii, chemii a technologii polymerů, skla, keramiky a kovů. Bakalářské studium je tříleté, v případě restaurování čtyřleté, magisterské studium je dvouleté. Studenti jsou v prvním ročníku zařazení do kruhů podle své specializace. Společný a povinný chemický základ ve formě studia organické, anorganické a biochemie, chemického inženýrství, matematiky, fyziky a fyzikální chemie spojený s laboratořemi stále tvoří více než 80 % časové dotace oboru v bakalářském stupni. Magisterské obory jsou naopak diferencovány úplně a nemají společný základ. Fakulta je složena z děkanátu a následujících ústavů, které se dle detailnější specializace, přístrojového vybavení a typů laboratoří člení na pracovní skupiny.

## Ústavy

### Ústav anorganické technologie
Ústav anorganické technologie se zaměřuje na výchovu odborníků jak pro klasické velkotonážní výroby výroba kyseliny sírové, výroba amoniaku, výroba hnojiv, tak na vysoce sofistikované technologie, které představují membránové a elektromembránové procesy, fotokatalyzátory.
V současné době má tento ústav čtyři pracovní skupiny:
Heterogenní nekatalyzované reakce
Procesy pro ochranu životního prostředí. Rozklad přírodních fosfátových rud a magnezitu minerálními kyselinami. Bezodpadové technologie mikrokrystalických anorganických produktu s řízenými vlastnostmi.
Katalytické procesy
Katalytické a separační procesy v membránových systémech. Výzkum v oblasti kinetiky heterogenních katalyzovaných reakcí (oxidace SO2, NH3). Příprava a charakterizace katalyzátorů a tvorba programového vybavení pro simulaci některých chemicko-technologických procesů.
Fotokatalýza
Cílem této skupiny je přispět k objasnění fundamentálních vědeckých otázek a vyřešení technických problémů, které dosud brání širokému praktickému uplatnění fotoaktivního nanokrystalického oxidu titaničitého v oblastech samočisticích hygienických povrchů, fotokatalytického čištění vzduchu, vody a kontaminované zeminy, organické syntézy, využívání sluneční energie a v dalších oborech.
Technická elektrochemie
Činnost pracovní skupiny Technické elektrochemie se orientuje především na aplikace elektrochemie v ochraně životního prostředí. V prvé řadě se jedná o vývoj alternativních zdrojů energie - nízkoteplotních palivových článků typu PEM.

### Ústav kovových materiálů a korozního inženýrství
Ústav vznikl jako Ústav chemické metallurgie a metallografie na ČVU roku 1923 z Kabinetu chemické metallurgie. Dnes se ústav zabývá materiálovým a korozním inženýrství.

### Ústav chemie pevných látek
Katedra mineralogie je pravděpodobně nejstarší katedra Pražské polytechniky.

### Ústav polymerů
Na VŠCHTI byl v roce 1949 zřízen ústav plastických hmot, vedený Prof. Ottou Wichterlem, který se nejvíce proslavil objevem technologie výroby a aplikací kontaktních očních čoček. Napsal také první ucelenou učebnici o polymerech. Nejprve v roce 1953 byla zřízena katedra technologie zpracování kaučuku a plastických hmot pod vedením Prof. Ivana Franty, jednoho z nejúspěšnějších odborníků v oblasti zpracování plastů a kaučuků.
Sloučením této katedry s katedrou makromolekulární chemie (původně ústavem plastických hmot) v roce 1971 vznikla katedra polymerů, dnešní ústav polymerů.
V 50. letech se pracovníci ústavu mimo jiné zabývali vývojem hmot na výrobu gramofonových desek, umělých skluznic lyží, kontaktních očních čoček. 60. léta přinesla výzkum pro výrobu silikonového kaučuku, 70. léta převládaly činnosti spojené s výrobou konstrukčního polyamidu a tuzemského suspenzního polyvinylchloridu, v 80. letech se rozvíjely medicinální aplikací polymerů. V této oblasti dnes ústav disponuje speciální laboratoří lékařských aplikací polymerů. Kromě klasického studia syntézy makromolekulárních látek (polyamidů,polyimidů polyesterů, polyesteramidů), polymerizačních mechanismů a fyzikálně-chemických charakteristik (reologie) se ústav zaměřuje na studium nanokompozitů, polymerních sorbentů a membrán pro aplikace v medicíně, elektronice, ekologii a polygrafii.

### Ústav inženýrství pevných látek
Zaměřuje se na především studium povrchové struktury pevných materiálů a navrhování materiálů z hlediska požadovaných užitných vlastností. Základem výzkumu jsou nanotechnologie a tenké vrstvy bez ohledu na použitý materiál (keramika, polymer, sklo, organika), tradičním záběrem ústavu je pak materiálové inženýrství pro elektroniku (diody, tranzistory atp.). Z hlediska výzkumu užitných vlastností jde především vliv nanovrstev na vodivost, magnetismus nebo na bioúčinky a transport léčiv. Ústav spolupracuje s IKEM, fyzikálním ústavem AV a komerčním průmyslem v oboru nano a bioinženýrství.

## Bakalářské studium

### Aplikovaná chemie a materiály
1. Chemie a chemické technologie
2. Chemie a technologie materiálů
3. Softwarové inženýrství pro chemické aplikace
4. Chemie a materiály pro ekologické aplikace
5. Chemie materiálů pro automobilový průmysl
6. Vodíkové a membránové technologie

### Syntéza a výroba léčiv
1. Syntéza a výroba léčiv

### Biomateriály pro medicínské využití
1. Biomateriály pro medicínské využití

### Forenzní analýza
1. Chemie a materiály ve forenzní analýze

### Konzervování-restaurování
Celý název Konzervování-restaurování objektů kulturního dědictví a uměleckořemeslných děl
1. Technologie konzervování a restaurování
2. Konzervování-restaurování uměleckořemeslných děl z kovů
3. Konzervování-restaurování uměleckořemeslných děl ze skla a keramiky
4. Konzervování-restaurování uměleckořemeslných děl z textilních materiálů

## Magisterské studium

### Chemie a chemické technologie
1. Základní a speciální anorganické technologie
2. Technologie organických látek a chemické speciality
3. Aplikovaná informatika v chemii

### Chemie materiálů a materiálové inženýrství
1. Anorganické nekovové materiály
  - Materiály pro elektroniku
  - Kovové materiály
  - Polymerní materiály
  - Nanomateriály

### Anorganická, organická a makromolekulární chemie
1. Anorganická chemie
2. Organická chemie
3. Makromolekulární chemie

### Syntéza a výroba léčiv
1. Syntéza léčiv
2. Výroba léčiv

### Konzervování-restaurování objektů kulturního dědictví
1. Technologie konzervování a restaurování

## Studijní a výukové centrum Most–Velebudice
Detašované středisko je zaměřeno na výuku většina oborů FCHT studenty z okolí Mostu.

## Starší (zrušené) magisterské obory
1. Technologie anorganických látek (do roku 2004)
2. Technologie organických látek (do roku 2004)
3. Chemie a technologie materiálů (do roku 2004)
4. Chemie a technologie anorganických materiálů (do roku 2004)
5. Chemická technologie kovových a speciálních anorganických materiálů (do roku 2006)
6. Technologie výroby a zpracování polymerů (do roku 2006)
7. Materiálové inženýrství (do roku 2005)

## Vedení fakulty
- prof. Ing. Petr Zámostný, Ph.D. – děkan
- Ing. Ondřej Kundrát, Ph.D. – proděkan pro pedagogickou činnost
- prof. Ing. Ondřej Jankovský, Ph.D.  – proděkan pro vědu a výzkum
- prof. Dr. Ing. Karel Bouzek – proděkan pro styk s průmyslem a zahraniční styky
- Ing. Monika Šáchová – tajemnice

## Přehled

### Počty studentů bakalářských oborů
k 31.10.2011
| Studijní program                                      | počet studentů |
| ----------------------------------------------------- | -------------- |
| Aplikovaná chemie a materiály                         | 255            |
| Konzervování-restaurování objektů kulturního dědictví | 120            |
| Syntéza a výroba léčiv                                | 331            |
| Biomateriály pro medicínské využití                   | 45             |
| Celkem                                                | 751            |

### Počty absolventů bakalářských oborů
v roce 2011
| Studijní program              | počet absolventů |
| ----------------------------- | ---------------- |
| Aplikovaná chemie a materiály | 53               |
| Konzervování-restaurování     | 22               |
| Syntéza a výroba léčiv        | 69               |
| Celkem                        | 144              |

### Počty studentů magisterských oborů
k 31.10.2011
| Studijní program                                 | počet studentů |
| ------------------------------------------------ | -------------- |
| Chemie a chemické technologie                    | 76             |
| Chemie materiálů a materiálové inženýrství       | 50             |
| Syntéza a výroba léčiv                           | 127            |
| Anorganická, organická a makromolekulární chemie | 40             |
| Konzervování-restaurování                        | 19             |
| Celkem                                           | 312            |

### Počty absolventů magisterských oborů
rok 2011
| Studijní obor                                    | Počet absolventů |
| ------------------------------------------------ | ---------------- |
| Chemie a chemické technologie                    | 18               |
| Chemie materiálů a materiálové inženýrství       | 21               |
| Syntéza a výroba léčiv                           | 40               |
| Anorganická, organická a makromolekulární chemie | 21               |
| Konzervování - restaurování                      | 20               |
| Celkem                                           | 106              |

### Počty studentů doktorských oborů
k 31.10.2011
| Studijní program               | Počet studentů |
| ------------------------------ | -------------- |
| Chemie                         | 77             |
| Syntéza a výroba léčiv         | 10             |
| Chemie a chemické technologie  | 66             |
| Chemie a technologie materiálů | 87             |

### Počty zahraničních studentů v Bc. a Mgr. oborech
| Rok            | 2007/08 | 2008/09 | 2009/10 | 2010/11 | 2011/12 |
| -------------- | ------- | ------- | ------- | ------- | ------- |
| Počet studentů | 42      | 92      | 88      | 144     | 123     |